# 혼노역
혼노역(일본어: 本納駅, ほんのうえき)은 일본 지바현에 있는 동일본 여객철도의 철도역이다.
1972년에 모바라 시에 편입되기 전까지 조세이군 혼노 정의 중심역이었으며, 지금도 모바라 시 혼노 지구의 중심역 역할을 하고 있다.

## 역 구조
지상역으로, 승강장은 단식 1면 1선과 섬식 1면 2선 구조로 되어 있다. 두 승강장은 과선교로 이어져 있다. 모바라 역이 관리하고 있으며, 역 업무는 JR 지바 철도 서비스가 대신 하고 있다. 초록 창구는 오전 6시부터 오후 9시까지 영업하며, 자동 개찰기에서 스이카 및 제휴 교통카드의 사용이 가능하다.

### 승강장
| 1                  | ■ 소토보 선 (하행)        | 모바라 · 가쓰우라 · 아와카모가와 방면 |              |
|                    | ■ 소토보 선 (하행)        | 모바라 · 가쓰우라 · 아와카모가와 방면 | 대피 열차용. |
| ■ 소토보 선 (상행) | 오아미 · 소가 · 지바 방면 |                                       |              |
| 3                  | ■ 소토보 선               | 오아미 · 소가 · 지바 방면             | 대피 열차용. |

## 역세권 정보
- 국도 제128호선

## 역사
- 1897년 4월 17일 - 보소 철도의 역으로 개업했다.
- 1907년 9월 1일 - 국유화에 따라 일본국유철도 소속이 되었다.
- 1987년 4월 1일 - 민영화에 따라 동일본 여객철도의 소속이 되었다.
- 2001년 11월 18일 - 스이카의 사용이 개시되었다.

## 인접역
| 동일본 여객철도 소토보 선 | 동일본 여객철도 소토보 선 | 동일본 여객철도 소토보 선  |
| ------------------------- | ------------------------- | -------------------------- |
| 나가타 지바 방면          | ■ 소토보 선               | 신모바라 아와카모가와 방면 |